# پسرا تو محله
پسرا و محله (به انگلیسی: Boyz n the Hood) یک فیلم سینمایی آمریکایی در ژانر فیلم نوجوان و داستان بلوغ به کارگردانی جان سینگلتون محصول سال ۱۹۹۱ آمریکا است.
سینگلتون در ابتدا فیلم را به عنوان یک الزام برای درخواست در مدرسه فیلمسازی در سال ۱۹۸۶ توسعه داد و فیلمنامه را پس از فارغ‌التحصیلی در سال ۱۹۹۰ به کلمبیا پیکچرز فروخت. در طول نوشتن، از زندگی خود و افرادی که می‌شناخت الهام گرفت و اصرار داشت که کارگردانی این فیلم را بر عهده بگیرد. پروژه فیلمبرداری اصلی در سپتامبر ۱۹۹۰ آغاز شد و از اکتبر تا نوامبر ۱۹۹۰ در لوکیشن فیلمبرداری شد. این فیلم به دلیل ایفای نقش‌های اصلی برای Ice Cube, Gooding Jr. , Chestnut و Long قابل توجه است.
Boyz n the Hood در بخش نگاه مشخص در جشنواره فیلم کن ۱۹۹۱ به نمایش درآمد. این فیلم در ۲ ژوئیه ۱۹۹۱ در لس آنجلس به نمایش درآمد و ده روز بعد در ایالات متحده اکران شد. این فیلم با فروش ۵۷٫۵ میلیون دلاری در آمریکای شمالی و کسب نامزدی بهترین کارگردانی و بهترین فیلمنامه غیراقتباسی در شصت و چهارمین دوره جوایز اسکار به موفقیت تجاری و انتقادی دست یافت. سینگلتون جوان‌ترین فرد و اولین آمریکایی آفریقایی‌تبار بود که نامزد بهترین کارگردانی شد. در سال ۲۰۰۲، کتابخانه کنگره ایالات متحده آن را «از لحاظ فرهنگی، تاریخی یا زیبایی شناختی» مهم دانست و آن را برای حفظ در فهرست ملی ثبت فیلم انتخاب کرد.

## داستان
در سال ۱۹۸۴، تری استایلز ده ساله با مادر مجرد خود، Reva Devereaux، در اینگلوود، کالیفرنیا زندگی می‌کند. پس از اینکه تری در مدرسه با همکلاسی خود درگیر می‌شود، معلمش با مادر تری تماس می‌گیرد و می‌گوید که اگرچه تری باهوش است، اما نابالغ است و احترامی ندارد. روا که از آینده تری می‌ترسد، او را می‌فرستد تا در محله کرنشاو در جنوب مرکزی با پدرش، Furious Styles زندگی کند، که امیدوار است تری از او درس‌های زندگی بیاموزد. در کرنشاو، تری با دوستان دوران کودکی خود، دارین «داگ‌بوی» بیکر، برادر ناتنی داگ‌بوی، ریکی، و دوستشان کریس، ملاقات می‌کند. در آن شب، تری صدای تیراندازی Furious به یک سارق را می‌شنود. Furious با LAPD تماس می‌گیرد و دو افسر یک ساعت بعد می‌رسند. افسر سفیدپوست مدنی است، در حالی که افسر سیاه‌پوست با Furious با تحقیر رفتار می‌کند. روز بعد، تری و پدرش برمی‌گردند تا داگ‌بوی و کریس را ببینند که به جرم دزدی دستگیر شده‌اند.
هفت سال بعد، پس از آزادی از زندان، یک مهمانی خوشامدگویی برای داگ‌بوی، که اکنون یکی از اعضای کریپس است، برگزار می‌شود. در مهمانی، کریس، که اکنون بر روی ویلچر بر اثر اصابت گلوله روی صندلی چرخدار نشسته‌است، و دوستان جدید و دیگر اعضای کریپ، دوکی و مانستر حضور دارند. ریکی، که اکنون یک ستاره در دبیرستان کرنشاو است، با مادرش برندا، دوست دختر شانیس و پسر نوپایشان زندگی می‌کند. در همین حال، تری به یک نوجوان مسئولیت‌پذیر تبدیل شده‌است که امیدوار است با دوست دخترش، برندی، به دانشگاه برود. رابطه آنها به دلیل تمایل تری به رابطه جنسی آشفته‌است، در حالی که برندی می‌خواهد تا زمان ازدواج صبر کند.
بعداً، در طول یک گردهمایی مسابقه خیابانی، ریکی توسط فریس، یکی از اعضای Bloods تحریک می‌شود. در دفاع از ریکی، دافبوی تفنگ دستی خود را به صدا درمی‌آورد که منجر به مشاجره بین گروه‌ها می‌شود. پس از ترک آنها، تری و ریکی توسط گشت LAPD کشیده می‌شوند. افسر ارشد، کافی، افسر سیاه‌پوستی است که سال‌ها قبل به دزدی پاسخ داد. کافی اسلحه خود را در گلوی تری گرفته و او را تهدید می‌کند. تری پریشان به خانه برندی می‌رود و در آنجا دچار خرابی می‌شود. بعد از اینکه او به او آرامش می‌دهد، رابطه جنسی دارند.
بعدازظهر روز بعد، ریکی با داگ‌بوی دعوا می‌کند و برندا طرف ریکی را می‌گیرد. پس از آن، برندا از ریکی می‌خواهد تا کاری را انجام دهد و تری او را تا یک داروخانه در نزدیکی همراهی می‌کند. پس از عزیمت آنها، نامه ای با نتایج SAT ریکی تحویل داده می‌شود. پس از خروج از فروشگاه، ریکی و تره، Ferris and the Bloods را می‌بینند که در حال رانندگی در اطراف هستند و قبل از جدا شدن از آنها در کوچه پس کوچه‌ها عبور می‌کنند تا از آنها دوری کنند. همان‌طور که آنها در مسیرهای جداگانه راه می‌روند، خون‌ها به ریکی نزدیک می‌شوند و یکی از آنها به طرز مرگباری او را به ضرب گلوله می‌کشد. داوبوی که متوجه شد تری و ریکی با دیدن ماشین در حال دور زدن بلوک به دردسر افتاده‌اند، از مرگ ریکی مضطرب شده و به تری کمک می‌کند جسد ریکی را به خانه ببرد. برندا و شانیس که ویران شده‌اند، اشک می‌ریزند و داگبوی را متهم می‌کنند، که ناموفق تلاش می‌کند آنها را دلداری دهد. بعداً، برندا به خاطر نتایج آزمون ریکی هق هق می‌کند و متوجه می‌شود که او ۷۱۰ امتیاز کسب کرده‌است که برای واجد شرایط بودن برای بورسیه تحصیلی USC کافی است.
پسران باقی مانده با عصبانیت، قول انتقام از خون‌ها را می‌دهند. Furious متوجه می‌شود که تری در حال آماده شدن برای گرفتن اسلحه است اما او را متقاعد می‌کند که از برنامه‌های خود برای انتقام دست بکشد. با این حال، برندی و خشمگین تر را در حال فرار مخفیانه برای پیوستن به داغبوی می‌گیرند. بعداً، در حالی که باند در اطراف شهر می‌چرخند، تری درخواست می‌کند که از ماشین خارج شود و به خانه برمی گردد و متوجه می‌شود که پدرش درست می‌گوید. داوبوی خون‌ها را در یک رستوران فست فود پیدا می‌کند و هیولا از داخل پارکینگ به سمت آنها شلیک می‌کند و یکی را می‌کشد و دو نفر دیگر را زخمی می‌کند. داوبوی از ماشینش پیاده می‌شود و فریس و دیگر عضو مجروح باند را می‌کشد و انتقام مرگ ریکی را می‌گیرد. بعد از ظهر همان روز، پس از بازگشت به خانه، Furious منتظر Tre است. آن دو بدون هیچ حرفی به یکدیگر خیره می‌شوند و برای شب به اتاق خواب خود می‌روند.
صبح روز بعد، داوبوی با درک دلایل تره برای ترک باند، به دیدن Tre می‌رود. داوبوی می‌داند که برای کشتن فریس با انتقام مواجه خواهد شد و عواقب زندگی پر جنایت خود را می‌پذیرد. او این سؤال را مطرح می‌کند که چرا رسانه‌های آمریکایی «نمی‌دانند، نشان نمی‌دهند، یا به آنچه در کاپوت می‌گذرد اهمیتی نمی‌دهند». او می‌گوید که پس از مرگ ریکی برادری ندارد، اما تری او را در آغوش می‌گیرد و می‌گوید «هنوز یک برادرش باقی مانده‌است». دوغبوی سپس می‌رود و مشروب خود را بیرون می‌ریزد.
متن پایانی نشان می‌دهد که ریکی روز بعد به خاک سپرده شد، دو هفته بعد به قتل رسید و تری بعداً با برندی در آتلانتا به کالج می‌رود.